# هموگلوبین
هموگلوبین پروتئینی است شامل چهار زنجیره آمینواسیدی که در گلبول‌های قرمز خون وجود دارد و نقش آن حمل و نقل است این پروتئین دارای گروه هم که یک گروه پروستتیک است. فرمول شیمیایی گروه هم C34H32N4O4.Fe می‌باشد. هموگلوبین از مولکول‌هایی با واحدهای ساختاری متنوع است و نقش آنزیمی ندارد. هموگلوبین شامل آهن است. گلبول قرمز سرشار از هموگلوبین است.
هموگلوبین‌ها در ساختار خود عنصر آهن دارند. این پروتئین دارای ساختمان چهارم است و یک ساختار مختلف به نام آلفا و بتا است. این پروتئین از ۴ زنجیره پلی پپتیدی تشکیل شده‌است که ۲ تای آن‌ها شامل آلفا و ۲ تای دیگر آن شامل بتا است. بین زنجیره‌های آلفا و بتا پیوندهایی وجود دارد که این پیوندها بین ۲ زنجیره آلفا با یکدیگر و ۲ زنجیره بتا نیز با یکدیگر قویتر. زیر واحدهای آلفا و بتا جفتشان دارای ساختمان دوم مارپیچ آلفا می‌باشند.

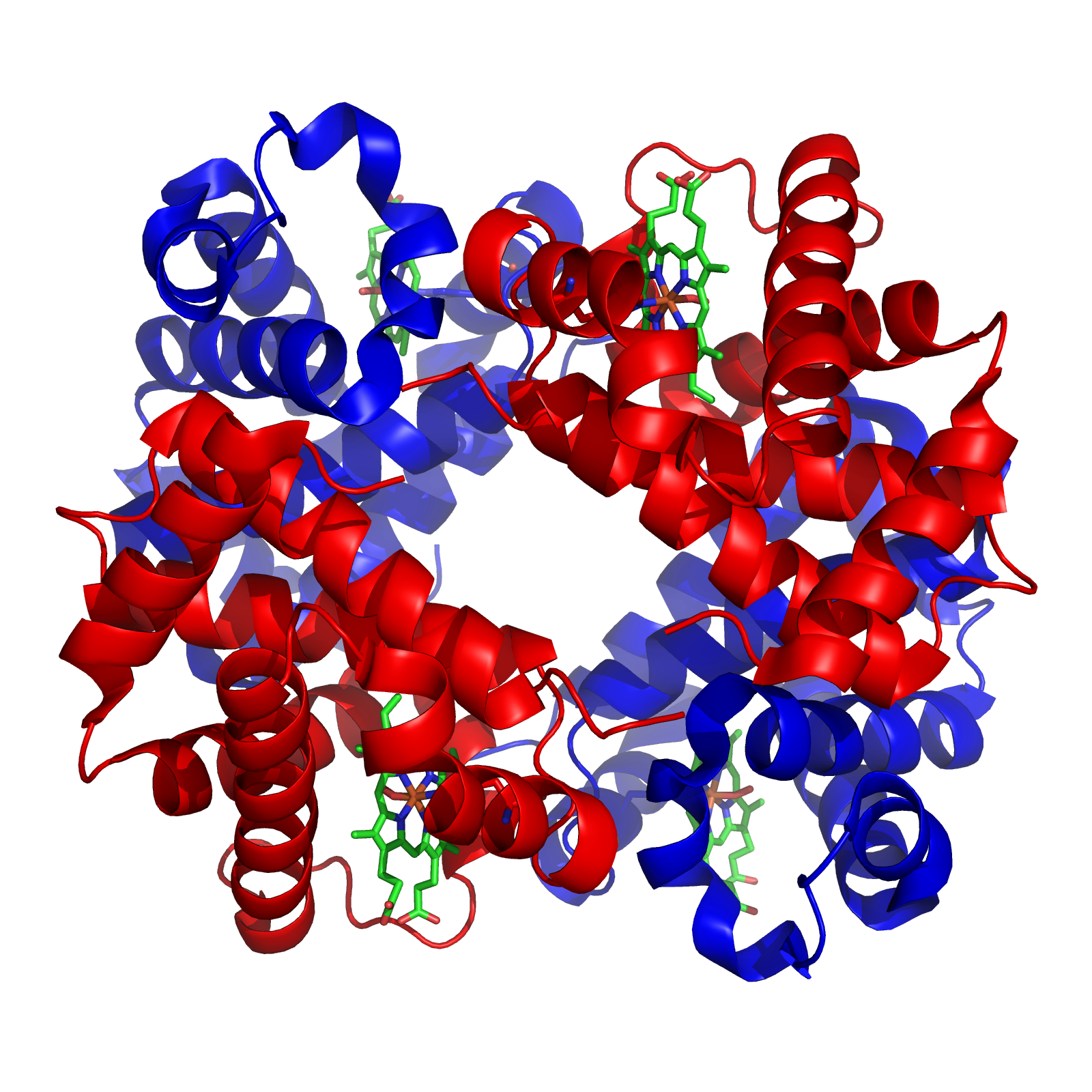
هموگلوبین

هر زنجیره آلفا دارای ۱۴۱ اسید آمینه و زنجیره بتا دارای ۱۴۶ اسید آمینه تشکیل شده‌است. تمام این چهار زنجیره توسط پیوندهای آب گریز پیوند هیدروژنی و پیوند یونی در کنار هم قرار گرفته‌اند. دارای چهار گروه «هم» می‌باشند. هموگلوبین دارای دو صورت RوTمی‌باشد که اکسیژن به هر دو صورت متصل می‌شود اما بیشتر مایل است به حالت R متصل شود.
گلبولهای جنین به جای زیر واحدهای بتا دارای زیرواحدهای گاما بوده که تمایل بیشتری برای دریافت اکسیژن می‌باشند هموگلوبین یک پروتئین دگرریختار (آلوستریک) است. میل ترکیبی هموگلوبین با مونوکسید کربن از اکسیژن بیشتر است و به همین دلیل، اگر شخصی مونوکسید کربن استنشاق کند، هموگلوبین به جای اکسیژن با مونوکسید کربن ترکیب می‌شود در نتیجه اکسیژن به بدن نمی‌رسد و فرد می‌میرد. در هنگامی که غلظت اکسیژن بالا باشد (در ریه‌ها) هموگلوبین به اکسیژن متصل شده و پروتون آزاد می‌کند. در صورت پایین بودن غلظت اکسیژن (در بافت‌های محیطی) هیدروژن به هموگلوبین متصل شده و اکسیژن و هیدروژن به یک جایگاه فعال متصل نمی‌شوند. اکسیژن به اتم های آهن و هیدروژن به اتم‌های نیتروژن موجود در حلقه ایمیدازول یکی از ریشه‌های هیستیدین موجود در زنجیره‌های بتا شده و نقش عمده‌ای در ایجاد اثر بوهر دارد.
اگر در موقعیت ۶ هر دو زنجیره بتا اسید آمینه val جانشین Glu شود فرد دچار کم خونی داسی شکل می‌شود.

## به‌عنوان رنگدانه تنفسی
هموگلوبین و میوگلوبین متداول‌ترین رنگدانه‌های تنفسی در جانوران هستند.
هموگلوبین تنها رنگدانه‌ای است که در خون مهره‌داران وجود دارد. کرم‌های حلقوی، نماتودها، نرم‌تنان و بندپایان نیز دارای هموگلوبین هستند. در برخی از این جانوران، هموگلوبین به جای سلول‌های خونی در پلاسما یافت می‌شود. اصطلاح هموگلوبین در حقیقت نامی عمومی برای گروهی از ترکیبات مشابه است که همه آنها دارای یک بخش به نام «هم» که متصل به پروتئینی به نام گلوبین است، می‌باشند. بخش پروتئینی هموگلوبین از چهار زنجیره پپتیدی شامل دو زنجیره آلفا و دو زنجیره بتا تشکیل شده‌است که هر یک به یک حلقه «هم» متصل هستند. یک اتم آهن در مرکز حلقه «هم» وجود دارد. هموگلوبین ویژگی خاصی برای تشکیل پیوند شیمیایی ضعیف با اکسیژن دارد که این واکنش به دلیل ضعیف بودن اتصال شیمیایی اکسیژن و هموگلوبین به آسانی برگشت‌پذیر است.